# Саражинська сільська рада
Саражи́нська сільська́ ра́да — колишні (до жовтня 2015 року) адміністративно-територіальна одиниця та орган місцевого самоврядування в Балтському районі Одеської області. Адміністративний центр — село Саражинка.

## Загальні відомості
- Територія: 44,77 км²
- Населення: 1 119 осіб (станом на 2001 рік)
- По територієї, підпорядкованій Саражинській сільській раді, протікає річка Смолянка

## Населені пункти
Сільській раді підпорядковані населені пункти:
- с. Саражинка

## Населення
Згідно з переписом 1989 року населення сільської ради становило 1475 осіб, з яких 618 чоловіків та 857 жінок.
За переписом населення 2001 року в сільській раді мешкало 1117 осіб.

### Мова
Розподіл населення за рідною мовою за даними перепису 2001 року:
| Мова       | Відсоток |
| ---------- | -------- |
| українська | 98,66 %  |
| молдовська | 0,71 %   |
| російська  | 0,63 %   |

## Склад ради
Рада складається з 14 депутатів та голови.
- Голова ради: Довгошея Лариса Петрівна (з 02.06.2013)

### Керівний склад попередніх скликань
| Прізвище, ім'я, по батькові | Основні відомості                                                                       | Дата обрання | Дата звільнення |
| --------------------------- | --------------------------------------------------------------------------------------- | ------------ | --------------- |
| Кравцов Володимир Іванович  | Сільський голова, 1955 року народження, освіта вища, безпартійний                       | 26.03.2006   | 31.10.2010      |
| Кравцов Володимир Іванович  | Сільський голова, 1955 року народження, освіта вища, безпартійний                       | 31.10.2010   | 08.01.2013      |
| Довгошея Лариса Петрівна    | Сільський голова, 1977 року народження, освіта вища, на 2013 рік — член Партії регіонів | 02.06.2013   |                 |

Примітка: таблиця складена за даними сайту Верховної Ради України

### Депутати
За результатами місцевих виборів 2010 року депутатами ради стали:

#### За суб'єктами висування
| Суб'єкт висування                                       | Кількість обраних депутатів | %    |
| ------------------------------------------------------- | --------------------------- | ---- |
| Партія регіонів                                         | 6                           | 42,9 |
| Політична партія Всеукраїнське об'єднання «Батьківщина» | 3                           | 21,4 |
| Самовисування                                           | 3                           | 21,4 |
| Народна партія                                          | 1                           | 7,1  |
| Соціалістична партія України                            | 1                           | 7,1  |

#### За округами
| № округу                                                | Прізвище, ім'я, по батькові        | Дата визнання обраним | Освіта  | Партійна приналежність                        | Відомості про обраного депутата                        |
| ------------------------------------------------------- | ---------------------------------- | --------------------- | ------- | --------------------------------------------- | ------------------------------------------------------ |
| Народна Партія                                          |                                    |                       |         |                                               |                                                        |
| 13                                                      | Довгошея Лариса Петрівна           | 06.11.2010            | вища    | позапартійна                                  | Саражинська сільська рада, секретар                    |
| Партія регіонів                                         |                                    |                       |         |                                               |                                                        |
| 2                                                       | Кушта Наталія Василівна            | 06.11.2010            | вища    | позапартійна                                  | Саражинська загальноосвітня школа, заступник директора |
| 3                                                       | Сивак Лариса Станіславівна         | 06.11.2010            | вища    | позапартійна                                  | Саражинська загальноосвітня школа, заступник директора |
| 6                                                       | Нестерванський Володимир Макарович | 06.11.2010            | вища    | позапартійний                                 | Саражинська загальноосвітня школа, вчитель             |
| 8                                                       | Слободянюк Іван Сергійович         | 06.11.2010            | середня | позапартійний                                 | ТОВ «Саражинка», тракторист                            |
| 10                                                      | Корж Федір Іванович                | 06.11.2010            | середня | позапартійний                                 | пенсіонер                                              |
| 11                                                      | Пирогівська Світлана Михайлівна    | 06.11.2010            | середня | член Партії регіонів                          | ТОВ «Саражинка», завідувачка ферми                     |
| Політична партія Всеукраїнське об'єднання «Батьківщина» |                                    |                       |         |                                               |                                                        |
| 1                                                       | Бондаренко Павло Миколайович       | 06.11.2010            | середня | позапартійний                                 | Стратіївський Агрорезерв, тракторист                   |
| 5                                                       | Голуб Зінаїда Михайлівна           | 06.11.2010            | середня | позапартійна                                  | тимчасово не працює                                    |
| 9                                                       | Гаврилюк Валентина Яковлівна       | 06.11.2010            | середня | член Всеукраїнського об'єднання «Батьківщина» | тимчасово не працює                                    |
| Соціалістична партія України                            |                                    |                       |         |                                               |                                                        |
| 12                                                      | Ласкорунська Валентина Федорівна   | 06.11.2010            | середня | член Соціалістичної партії України            | ветеринарний пункт, фельдшер                           |
| Самовисування                                           |                                    |                       |         |                                               |                                                        |
| 4                                                       | Поплавський Станіслав Павлович     | 06.11.2010            | вища    | позапартійний                                 | автозаправна станція, оператор                         |
| 7                                                       | Тишковська Лілія Петрівна          | 06.11.2010            | вища    | позапартійна                                  | Саражинський сільський клуб, завідувачка               |
| 14                                                      | Сулима Світлана Анатоліївна        | 06.11.2010            | вища    | позапартійна                                  | Саражинська загальноосвітня школа, вчитель             |